# Jackson County (Indiana)
Jackson County is een county in de Amerikaanse staat Indiana.
De county heeft een landoppervlakte van 1.319 km² en telt 41.335 inwoners (volkstelling 2000). De hoofdplaats is Brownstown.

## Bevolkingsontwikkeling

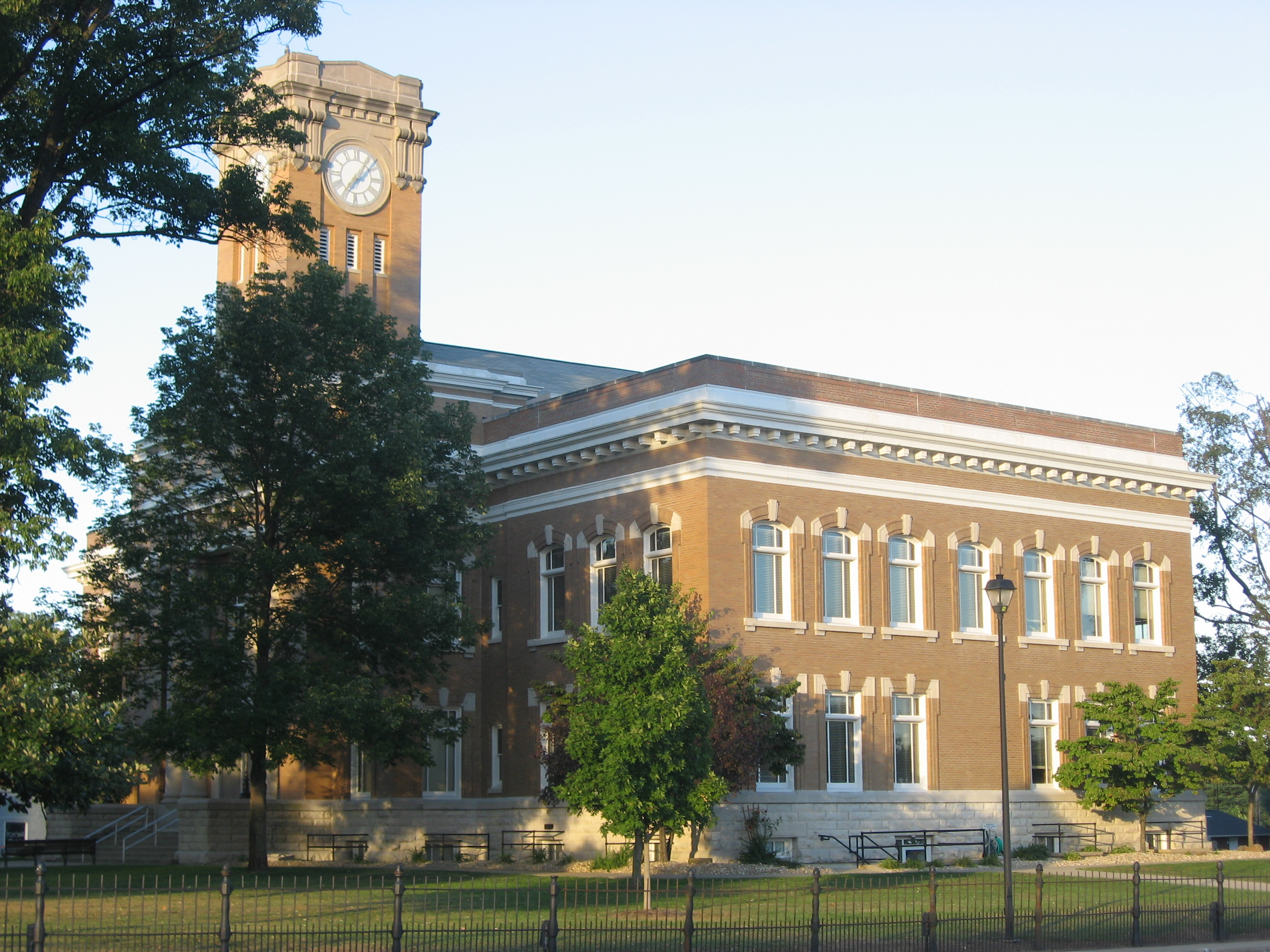
Jackson County Courthouse